# Heinz Wewers
Heinz Wewers (Gladbeck, República de Weimar, 27 de julio de 1927-Essen, Alemania, 29 de agosto de 2008) fue un jugador y entrenador de fútbol alemán. En su etapa como jugador profesional se desempeñaba como defensa.

## Selección nacional
Fue internacional con la selección de Alemania Federal en 12 ocasiones y convirtió un gol. Formó parte de la selección que obtuvo el cuarto lugar en la Copa del Mundo de 1958, donde solo jugó el partido por el tercer puesto contra Francia.

### Participaciones en Copas del Mundo
| Mundial                        | Sede   | Resultado    | Partidos | Goles |
| ------------------------------ | ------ | ------------ | -------- | ----- |
| Copa Mundial de Fútbol de 1958 | Suecia | Cuarto lugar | 1        | 0     |

## Clubes

### Como jugador
| Club            | País             | Año       |
| --------------- | ---------------- | --------- |
| Rot-Weiss Essen | Alemania Federal | 1949-1962 |

### Como entrenador
| Club            | País             | Año       |
| --------------- | ---------------- | --------- |
| Rot-Weiss Essen | Alemania Federal | 1966-1967 |

## Palmarés

### Campeonatos regionales
| Título        | Club            | País             | Año  |
| ------------- | --------------- | ---------------- | ---- |
| Oberliga West | Rot-Weiss Essen | Alemania Federal | 1952 |
| Oberliga West | Rot-Weiss Essen | Alemania Federal | 1955 |

### Campeonatos nacionales
| Título            | Club            | País             | Año  |
| ----------------- | --------------- | ---------------- | ---- |
| Copa de Alemania  | Rot-Weiss Essen | Alemania Federal | 1953 |
| Campeonato alemán | Rot-Weiss Essen | Alemania Federal | 1955 |